# Морозов, Тимофей Иванович
Тимофе́й Ива́нович Моро́зов (20 января 1922, д. Овинницы, Витебская губерния — 7 сентября 1992, Каложицы, Ленинградская область) — участник Великой Отечественной войны, командир противотанкового орудия 173-го стрелкового полка 90-й стрелковой дивизии 2-й ударной армии Ленинградского фронта, старший сержант. Герой Советского Союза (21.02.1944), старший лейтенант.

## Биография
Родился в семье крестьянина. Русский. Окончил 9 классов. В Красной Армии с 1940 года. Учился в Ленинградском артиллерийском училище.
На фронте в Великую Отечественную войну с 1941 года.
Будучи командиром противотанкового орудия 173-го стрелкового полка (90-я стрелковая дивизия, 2-я ударная армия, Ленинградский фронт) в звании старшего сержанта в январе 1944 года в районе деревни Гостилицы (Ломоносовский район Ленинградской области) в течение 4-х суток уничтожал огневые точки врага, мешавшие продвижению стрелковых подразделений. В ходе боя заменил выбывшего из строя наводчика, уничтожил штурмовое орудие, 2 вражеских танка.
Указом Президиума Верховного Совета СССР «О присвоении звания Героя Советского Союза офицерскому, сержантскому и рядовому составу Красной Армии» от 21 февраля 1944 года за «образцовое выполнение боевых заданий командования на фронте борьбы с немецкими захватчиками и проявленные при этом отвагу и геройство» удостоен звания Героя Советского Союза с вручением ордена Ленина и медали «Золотая Звезда».
После войны старший лейтенант Морозов — в запасе. Работал бригадиром электриков в совхозе посёлке Каложицы Волосовского района Ленинградской области.

## Память
Имя Героя носила пионерская дружина Яблоницкой школы Волосовского района. Его именем названа школа в деревне Гостилицы.

## Награды
- Медаль «Золотая Звезда» Героя Советского Союза;
- орден Ленина;
- орден Отечественной войны I степени;
- орден Красной Звезды;
- медали, в том числе:
  - медаль «За отвагу»;
  - медаль «За боевые заслуги»;
  - медаль «За победу над Германией в Великой Отечественной войне 1941—1945 гг.»;
  - юбилейная медаль «Двадцать лет Победы в Великой Отечественной войне 1941—1945 гг.»;
  - юбилейная медаль «Тридцать лет Победы в Великой Отечественной войне 1941—1945 гг.»;
  - юбилейная медаль «Сорок лет Победы в Великой Отечественной войне 1941—1945 гг.».